# Мирјам Сумаре
Мирјам Сумаре (фр. Myriam Soumaré; Париз, 29. октобар 1986) је француска атлетска репрезентативка, специјалиста за спринтерске трке на 100 и 200 метара. Члан је и француске штафете 4 х 100 м.

## Спортска каријера

### Почетак
Мирјам Сумаре се почела бавити атлетиком са 18 година. То се десило сасвим случајно када је са старијом сестром која се бавила атлетиком, дошла на стадион и опробала. У тој трци без спринтерица победила је све девојке и своју сестру, које су тренирале дуже време. Препознајући велики потенцијал у њој тренер Оливер Дарнал је покушао да је придобије за атлетику, иако она није имала никаквог интересовања. Према његовим речима. Мирјам Сумаре је прве године прихватила да тренира само једном недељно, следеће два пута, а тек у шестој години прихватила је четири тренинга недељно. После одласка са тренинга потпуно се искључивала из атлетике.
Године 2009. постала је првакиња Француске на 100 м резултатом 11,55 с.

### Сезона 2010.
На Светском преввству а дворани 2010. у Дохи пласирала се у финале трке на 60 метара после победе у седмој групи квалификација са 7,22с и трећег места у својој полуфиналној групи 7,21 поправивши лични рекорд за 2 стотинке. У финалу је имала најслабији резултат од 8 финалисткиња 7,29 с и зазуела 8 место на свету.
Дана 29. јула 2010, током Европског првенства у 2010 у Барселони, у трци на 100 метара заузела је треће место, иза Немице Верена Зајилер и њене колегинице Вероник Манг. Све три су поставиле нове личне рекорде, а Мирјам Сумаре са својом 11,18 је за 16 стотинки била боља од ранијег рекорда.
Два дана касније, на изненађење свих, освојила је европску титулу на 200 метара, поправљајући лични рекорд за 69 стотинки у времену 22 с 32, победивши фаворита за титулу Александру Федориву из Русије. . Тим резултатом била је прва на европској ранг листи у тој дисциплини за 2010, а трећа на светској ранг листи. Коначно, дан послије освојила је сребрну медаљу са штафетом 4 х 100 м, тако да је на овом Европском првенству освојила три медаље. Штафета је трчала у саставу: Мирјам Сумаре, Вероник Манг, Лина Жак Себастјен и Кристин Арон.

### Сезона 2011.
На првенству Француске у дворани у Обијеру, фебруара 2011. Мирјам Сумаре постиже лични рекорд од 60 метара (7,19), и задржава своју титулу првака Француске освојену прошле године. На Европско првенстово у атлетици у дворани 2011 одлази као 4. те сезоне у Европи на 60 м у дворани. У трећој групи квалификације је друга са (7,23), а у другој групи полуфинала је исто друга са новим личним рекордом (7,18). У финалу је подбацила и резултатом (7,24) сва заузима 7 место. После трке Сумаре, са сузама је признала да је "веома, веома разочарана“.

## Значајнији резултати
| Датум | Такмичење                    | Град                   | Дисциплина | Пласман | Резултат |
| ----- | ---------------------------- | ---------------------- | ---------- | ------- | -------- |
| 2007  | Светско првенство нада       | Дебрецин, Мађарска     | 100 м      | 3       | 11,68    |
| 2009  | Медитеранске игре            | Пескара, Италија       | 100 м      | 2       | 11,46    |
| 2009  | Медитеранске игре            | Пескара, Италија       | 4 × 100 м  | 1       | 43,79    |
| 2010  | Европско првенство           | Барселона, Шпанија     | 100 м      | 3       | 11,18    |
| 2010  | Европско првенство           | Барселона, Шпанија     | 200 м      | 1       | 22,32    |
| 2010  | Европско првенство           | Барселона, Шпанија     | 4 × 100 м  | 2       | 42,45    |
| 2012  | Европско првенство           | Хелсинки, Финска       | 200 м      | 3       | 23,21    |
| 2012  | Летње олимпијске игре        | Лондон УК              | 200 м      | 7       | 22,63    |
| 2012  | Дијамантска лига 2012.       | Дијамантска лига 2012. | 200 м      | 2       |          |
| 2013  | Европско првенство у дворани | Гетеборг, Шведска      | 60 м       | 3       | 7,11     |

## Лични рекорди

### На отвореном
| Дисциплина | Резултат | Датум           | Место      |
| ---------- | -------- | --------------- | ---------- |
| 100 метара | 11,07 с  | 3. август 2012. | Лондон     |
| 200 метара | 22,32 с  | 31. јул 2010.   | Барселона  |
| 400 метара | 64,25 с  | 18. мај 2011.   | Франконвил |

### У дворани
| Дисциплина | Резултат | Датум            | Место    |
| ---------- | -------- | ---------------- | -------- |
| 60 метара  | 7,07 с   | 3. март 2013.    | Гетеборг |
| 200 метара | 22,87 с  | 7. фебруар 2013. | Обон     |